# 준준
리츈(1988년 2월 11일 - )은 일본의 여성 아이돌 그룹인 모닝구무스메。의 제8기 (유학생) 멤버이다. 중국 후난성 출신으로, 남편은 중국인 음악 프로듀서 정난(鄭楠)이다.

## 인물 소개
- 잘 치는 악기는 피아노(캐리어 2년).
- 좋아하는 아티스트：임준걸, 왕신링
- 가입시에는 일본어를 거의 하지 못했지만 영어는 다소 할 수 있기 때문에, 모닝구무스메。 멤버와 영어로 대화를 하는 경우가 있었다.
- 미치시게 사유미와는 장문의 핸드폰 문자를 주고 받고 있다.
- 모닝구무스메5기:니이가키 리사와 6기:미치시게 사유미와 다나카 레이나와 동갑이다

## 이력
2006년
- 11월：모닝구무스메。Happy 8기 오디션과 거의 같은 시기(2006년 11월)에 중국 베이징에서 열린 오디션에서 뽑혔다.

2007년
- 1월 25일：일본에 옴.
- 3월 15일：모닝구무스메。8기 (유학생) 멤버로서의 가입이 발표되었다.
- 5월 6일：『모닝구무스메。콘서트 투어 2007 봄 ~SEXY 8 비트~』사이타마 슈퍼 아레나 공연에서 링링과 함께 모닝구무스메。로서 첫 무대를 밟았다. 인사를 하기 위해 MC에만 출연했다.
- 5월 13일：시부야 C.C.Lemon 홀에서 개최된「제1회 헬로! 프로젝트 신인 공연」에 같은 8기 멤버인 미츠이 아이카와 하로프로에그와 함께 출연했다.
- 7월 25일：발매된 싱글『女に 幸あれ』에 참가함으로써 모닝구무스메。로서의 활동을 본격적으로 시작했다.

2008년
- 6월 28일：상하이『放歌世博 (방가세박)』에서 중국 개선 공연을 실시한다.

2009년
- 7월 19일：『Hello! Project 2009 SUMMER 혁명원년 ~Hello! 챤푸루~』첫날 나고야 공연에서 속・비유덴으로서 처음으로 스테이지에 선다.
- 12월 9일：프로모션 활동을 위해 다카하시 아이, 니이가키 리사, 링링과 함께 중국에 개선.

2010년
- 4월 28일：블로그 개설.
- 5월 17일：중국『上海万博 (상하이만박)』을 기원하는 스페셜 유닛 멤버에 선출되었다[1].
- 6월 22일：스페셜 유닛명이「Ex-ceed!」로 결정되었다.
- 8월 8일：『Hello! Project 2010 SUMMER ~판코라!~』에서 카메이 에리, 링링과 함께 2010년 12월 15일, 가을 콘서트 투어 마지막 공연에서 모닝구무스메。그리고 헬로! 프로젝트를 졸업하는 것을 발표[2][3].
- 12월 15일：『모닝구무스메。콘서트 투어 2010 가을 ~라이벌 서바이벌~』에서 카메이 에리, 링링과 함께 모닝구무스메。그리고 헬로! 프로젝트를 졸업.

2011년
- 6월 23일：중국에서 운전 면허증을 취득하였다.
- 9월：영화 관계 인재를 양성하는 중국의 국립 대학 베이징 영화 학원에 입학한다.
- 일자 미명：중국에서의 락시망 LeTV의 나 아문교화광(我為校花狂)의 오디션에 참가해 고득표를 얻었다.

2014년
- 12월 26일：중국인 음악 프로듀서 정난(鄭楠)과 11월 3일에 결혼했다는 발표를 했다고 보도되었다[4].

## 출연

### 텔레비전
- 풋스마 (2008년 7월 8일, 테레비아사히)
- 하로모니@ (2007년 7월 22일 ~ 2008년 9월 28일, 테레비도쿄)
- 요로센! (2008년 10월 6일 ~ 2009년 3월 27일, 테레비도쿄)
- 미녀방담 (2009년 2월 11일 · 18일, 테레비도쿄)